# Cybocephalus tetragonius
Cybocephalus tetragonius is een keversoort uit de familie Cybocephalidae. De wetenschappelijke naam van de soort is voor het eerst geldig gepubliceerd in 1995 door Yu.